# Venturia testaceipes
Venturia testaceipes là một loài tò vò trong họ Ichneumonidae.